# PSR B1620-26 b

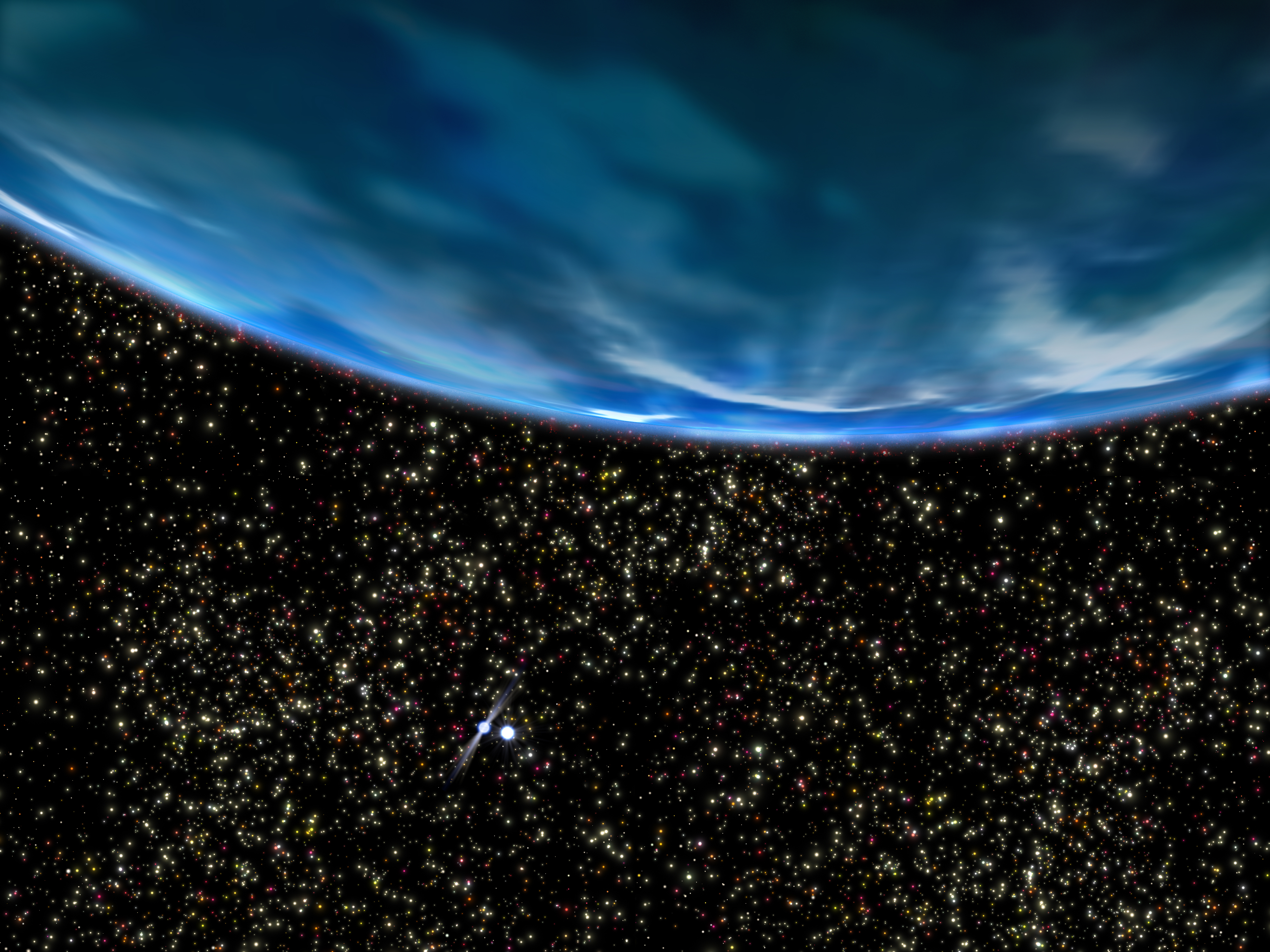
Representação artística do planeta PSR B1620-26 b com sua binária.

PSR B1620-26 b é um exoplaneta localizado a aproximadamente 12.400 anos-luz de distância na constelação do Escorpião. É também conhecido pelo apelido não oficial Matusalém e referido em algumas fontes populares como "PSR B1620-26 c" por orbitar a estrela binária PSR B1620-26, formada por um pulsar e uma anã branca. É suposto ser um planeta antigo, com cerca de 12,7 bilhões (109) de anos.
O anuncio que o objecto é um planeta foi feito por Stephen Thorsett e os seus colaboradores em 1993.

## Características físicas

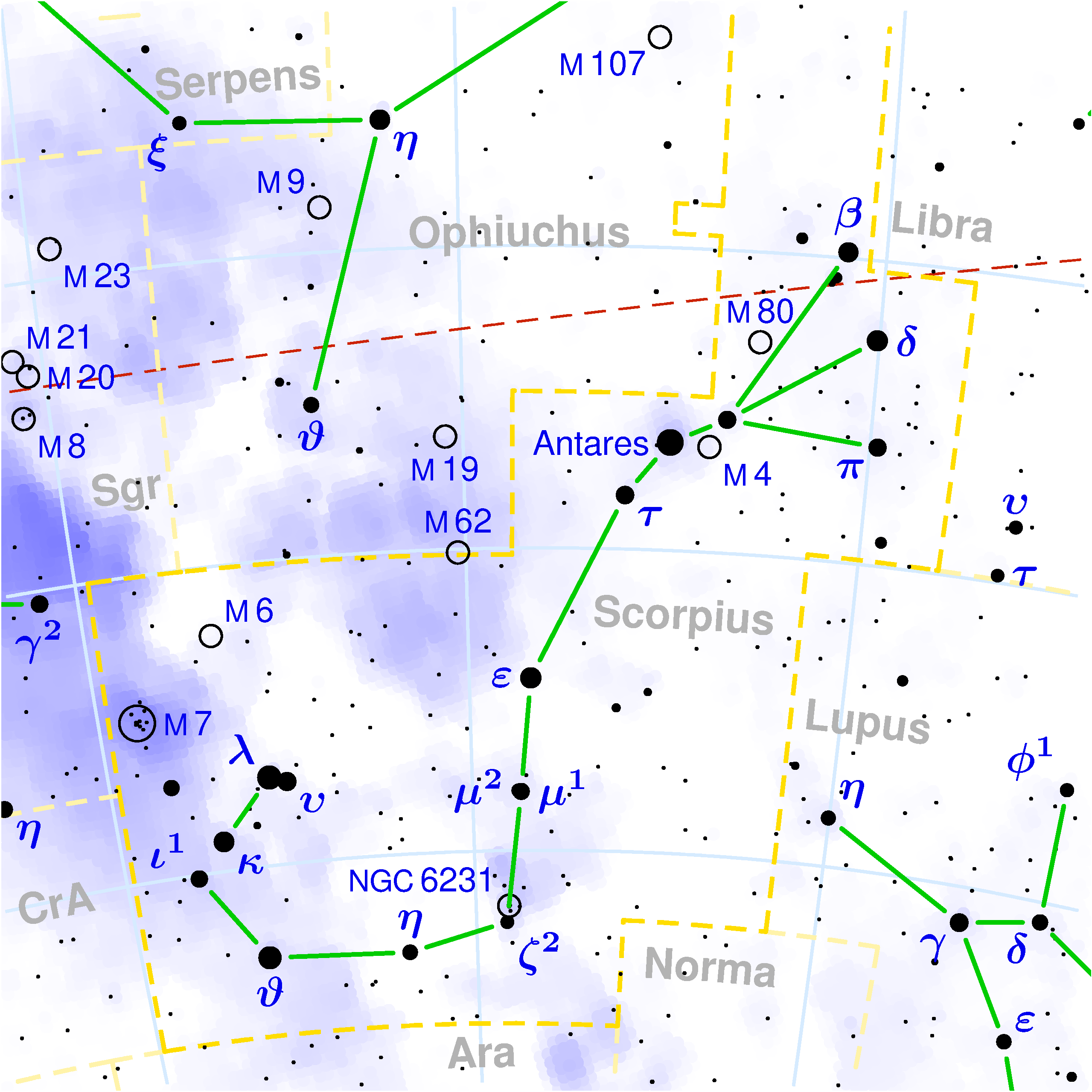
O sistema está localizado em Messier 4 (M4) Aglomerado globular.

O PSR B1620-26 b orbita uma estrela binária. Um deles, o pulsar, é uma estrela de nêutrons girando a 100 rotações por segundo. A segunda é uma anã branca com uma massa de 0,34 massas solares. Essas estrelas orbitam entre si a uma distância de 1 UA uma vez a cada seis meses.
Por ser o primeiro planeta encontrado no sistema, a designação do planeta é PSR B1620-26 b.
O planeta tem uma massa de 2,5 vezes a de Júpiter, e orbita a uma distância de 23 UA (3.400 milhões de km), um pouco maior que a distância entre Urano e o sol. O período orbital do planeta é de aproximadamente 100 anos.
A idade do aglomerado foi estimada em cerca de 12,7 bilhões (109) de anos, e uma vez que todas as estrelas se formaram mais ou menos na mesma época, e o planeta foi formado junto com sua estrela, é provável que o PSR B1620-26 b tenha também acerca 12,7 bilhões de anos. Isto é muito mais velho do que qualquer outro planeta conhecido, e quase três vezes mais antigo que a Terra.

## História evolutiva
A origem deste planeta ainda é incerta, mas provavelmente não foi formado como o vemos hoje. Devido à diminuição da força gravitacional quando o núcleo da estrela colapsa para uma estrela de nêutrons e ejeta a maior parte da sua massa em uma supernova, é pouco provável que um planeta poderia permanecer em órbita após tal evento. É mais provável que o planeta tenha se formado ao redor da estrela que já evoluiu para a anã branca, e que a estrela e o planeta só mais tarde foram capturados ao redor da estrela de nêutrons.